# Südafrikanische Eishockeynationalmannschaft
Die südafrikanische Eishockeynationalmannschaft belegt nach der Weltmeisterschaft 2017 in der IIHF-Weltrangliste Platz 44. Sie wird vom Südafrikanischen Eishockeyverband (South African Ice Hockey Association) organisiert. 2018 ist sie in Kapstadt Ausrichter des Turniers der Division III.

## Geschichte
Obwohl Südafrika bereits seit 1937 Mitglied der IIHF war, entschloss sich der Verband erst 1961, die Nationalmannschaft an der Weltmeisterschaft teilnehmen zu lassen. Die sechs Mannschaften umfassenden C-Gruppe wurde in der Schweiz ausgetragen. Südafrika wurde Fünfter, nachdem das Team im letzten Spiel Belgien mit 9:2 besiegt hatte. Erst 1966 nahm Südafrika erneut an der C-WM teil, wobei alle vier Spiele deutlich verloren wurden.
Zwischen 1970 und 1991 war die Mitgliedschaft des südafrikanischen Verbands wegen der Apartheid suspendiert. Somit konnten die Springboks erst 1992 wieder an einer Weltmeisterschaft teilnehmen. Südafrika wurde hinter Spanien Zweiter in der C2-Gruppe. Südafrika war 1995, 1998, 1999 und 2002 Ausrichter einer Weltmeisterschaft. 2004 stieg Südafrika aus der Division II in die unterste Leistungsstufe, die Division III, ab, schaffte aber 2005 den sofortigen Wiederaufstieg. 2006 stieg die Mannschaft erneut in die Division III ab. 2007 nahm Südafrika an der Weltmeisterschaft der Division III im irischen Dundalk teil und wurde lediglich vierte von fünf Mannschaften. Ein Jahr später belegte das Team in Luxemburg jedoch Platz zwei hinter Nordkorea und vor den Gastgebern und erreichte damit nach zwei Jahren die Rückkehr in Division II. 2009 stieg man aber sieglos sofort wieder in die unterste Klasse ab. Während gegen Mexiko mit 2:4 nur knapp verloren wurde, setzte es gegen die übrigen vier Gruppengegner zweistellige Niederlagen. Nach zwei Jahren Viertklassigkeit gelang bei der Heim-WM 2011 in Kapstadt mit dem zweiten Platz hinter Israel, gegen das nur knapp mit 5:6 nach Verlängerung verloren wurde, die Rückkehr in die Division II. Aus der im Zuge der WM-Strukturreformen neu formierten Division II, Gruppe B (etwa fünfte internationale Spielklasse), stieg man 2012 wieder ab. 2013 schaffte man bei der Division III-WM, die im eigenen Land stattfand, die direkte Rückkehr. Dort gelang ihr 2014 beim Turnier im spanischen Jaca erstmals seit mehr als zehn Jahren der Klassenerhalt.

## Ergebnisse bei Weltmeisterschaften
- 1961 – 19. Platz (5. C-WM)
- 1962–1965 nicht teilgenommen
- 1966 – 19. Platz (3. C-WM)
- 1967–1969 nicht teilgenommen
- 1970–1991 suspendiert
- 1992 – 28. Platz (2. C2-WM)
- 1993 – 32. Platz (12. C-WM)
- 1994 – 35. Platz (8. C2-WM)
- 1995 – 37. Platz (8. C2-WM)
- 1996–1997 – nicht teilgenommen
- 1998 – 37. Platz (5. D-WM)
- 1999 – 36. Platz (5. D-WM)
- 2000 – 37. Platz (4. D-WM)
- 2001 – 36. Platz (4. Div. II)
- 2002 – 37. Platz (5. Div. II)
- 2003 – 38. Platz (5. Div. II)
- 2004 – 39. Platz (6. Div. II)
- 2005 – 42. Platz (2. Div. III)
- 2006 – 40. Platz (6. Div. II)
- 2007 – 44. Platz (4. Div. III)
- 2008 – 42. Platz (2. Div. III)
- 2009 – 40. Platz (6. Div. II)
- 2010 – 46. Platz (3. Div. III)
- 2011 – 42. Platz (2. Div. III)
- 2012 – 40. Platz (6. Div. II B)
- 2013 – 41. Platz (1. Div. III)
- 2014 – 39. Platz (5. Div. II B)
- 2015 – 40. Platz (6. Div. II B)
- 2016 – 42. Platz (2. Div. III)
- 2017 – 45. Platz (5. Div. III)
- 2018 – 45. Platz (5. Div. III)
- 2019 – 46. Platz (6. Div. III)
- 2020–2021 – keine Austragung
- 2022 – 42. Platz (1. Div. III B)
- 2023 – 43. Platz (3. Div. III A)
- 2024 – 45. Platz (5. Div. III A)
- 2025 – 44. Platz (4. Div. III A)

## Weitere Nationalmannschaften
Neben der Herrennationalmannschaft gibt es auch eine Damennationalmannschaft, sowie eine U20 und U18-Auswahl, die alle in den unteren Leistungsstufen spielen.